# Gustavsburg
Die Gustavsburg ist ein Barockbau des schwedischen Architekten Jonas Erikson Sundahl im saarpfälzischen Ort Jägersburg. Das Bauwerk hieß einst Burg Hattweiler, wurde 1590 in Schloss Hansweiler und 1720 schließlich in Gustavsburg umbenannt. Sie liegt in der Ortsmitte von Jägersburg unmittelbar am 1,7 Hektar großen Schloßweiher.

## Geschichte
Reste der Bausubstanz verraten, dass die Anlage ursprünglich eine salische Grenzburg war, die von Barbarossa um 1168 zerstört und dann als Stauferburg neu errichtet wurde.
Nach dem Niedergang der Stauferkaiser fiel die Burg (Burg Hattweiler genannt) an die Grafen von Zweibrücken. Ein Vasall der Zweibrücker, ein Bartholomäus von Hattweiler, wird erstmals 1272 erwähnt. Seine Nachfolger waren Waitier von Hattweiler (1282) und Thielemann von Hattweiler (1318). 1402 wurde die Burg an Philip von Nassau-Saarbrücken verpfändet. Elisabeth von Nassau-Saarbrücken gefiel die Anlage so gut, dass sie in dem ehemals französischen Minnelied, das sie in dem moselfränkischen Ritterroman „Sibille“ verarbeitete, den Originalnamen Hautefeuille gegen Hattweiler austauschte. Weitere klangvolle Namen wie Hermann Boos von Waldeck, Anselm von Bitsch und Symont Mauchenheimer, Hans Ryten Esel von Ruschenburg, Alheim Eckbrecht von Dürckheim, Albrecht von Morsheim und Philipp Breder von Hohenstein folgten als Inhaber der Burg.

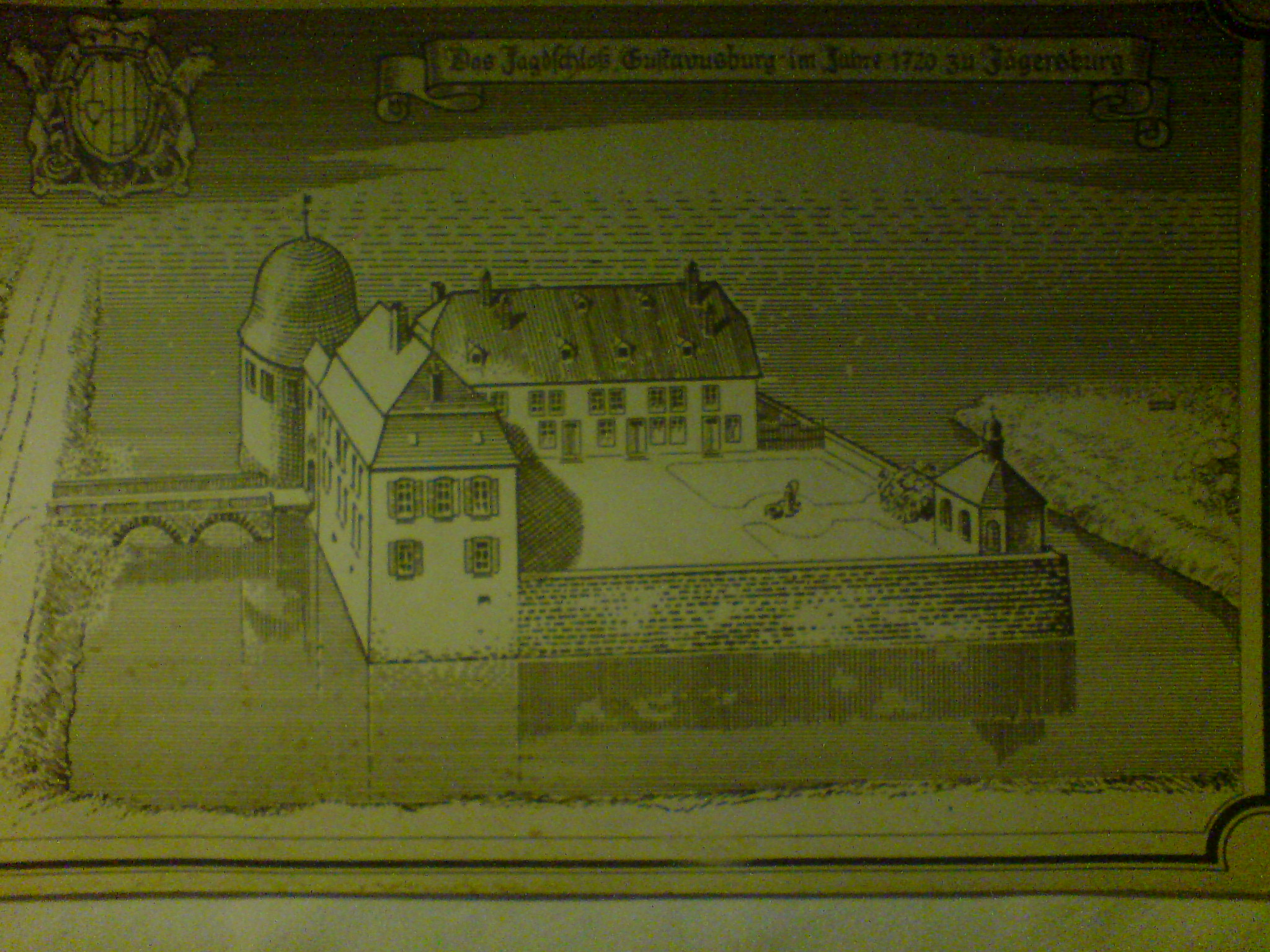
Die Wasserburg um 1720

Während des Kriegs zwischen Franz von Sickingen und dem Trierer Erzbischof Richard von Greiffenklau (1522) fiel die Burg an die Trierer und der Inhaber von Hohenstein wurde in Wittlich eingekerkert. Seine Söhne erhielten 20 Jahre später (1543) die Burg zurück und gaben sie an Friedrich von Steinkallenfels weiter. Der verkaufte sie an Johann von Warsberg, der sie an Herzog Johann I. von Pfalz-Zweibrücken veräußerte, der sie 1590 zu einem Schloss umbaute. 1622 wurde die Anlage um einen Wachturm ergänzt. Im Dreißigjährigen Krieg brannte das Schloss ab. 1666 ließ Herzog Friedrich Ludwig an seiner statt einen Wohnbau mit Scheuer und Stallung errichten. 1720 ließ Herzog Gustav Samuel Leopold den Wohnbau von Sundahl im Stil des Barock erneuern sowie eine Kapelle anfügen und nannte die Anlage nach sich selbst Gustavsburg. Nach der Französischen Revolution geriet Schloss Gustavsburg in den Besitz des Försters Christian Lindemann, 1842 in den der Bayerischen Forstverwaltung, ehe es 1973 von der Gemeinde Jägersburg übernommen wurde. 1978–1981 ließ die Stadt Homburg die Gustavsburg mit Zuschüssen des Saarlandes restaurieren.

## Heutige Nutzung
Heute ist die Burg im Besitz der Stadt Homburg und beherbergt das Burg- und Schlossmuseum Jägersburg. Der Saal im Obergeschoss steht für Ausstellungen, Konzerte und Feste zur Verfügung. Die Kapelle und der Festsaal wird von Brautpaaren gerne für Hochzeiten genutzt.

## Fotos

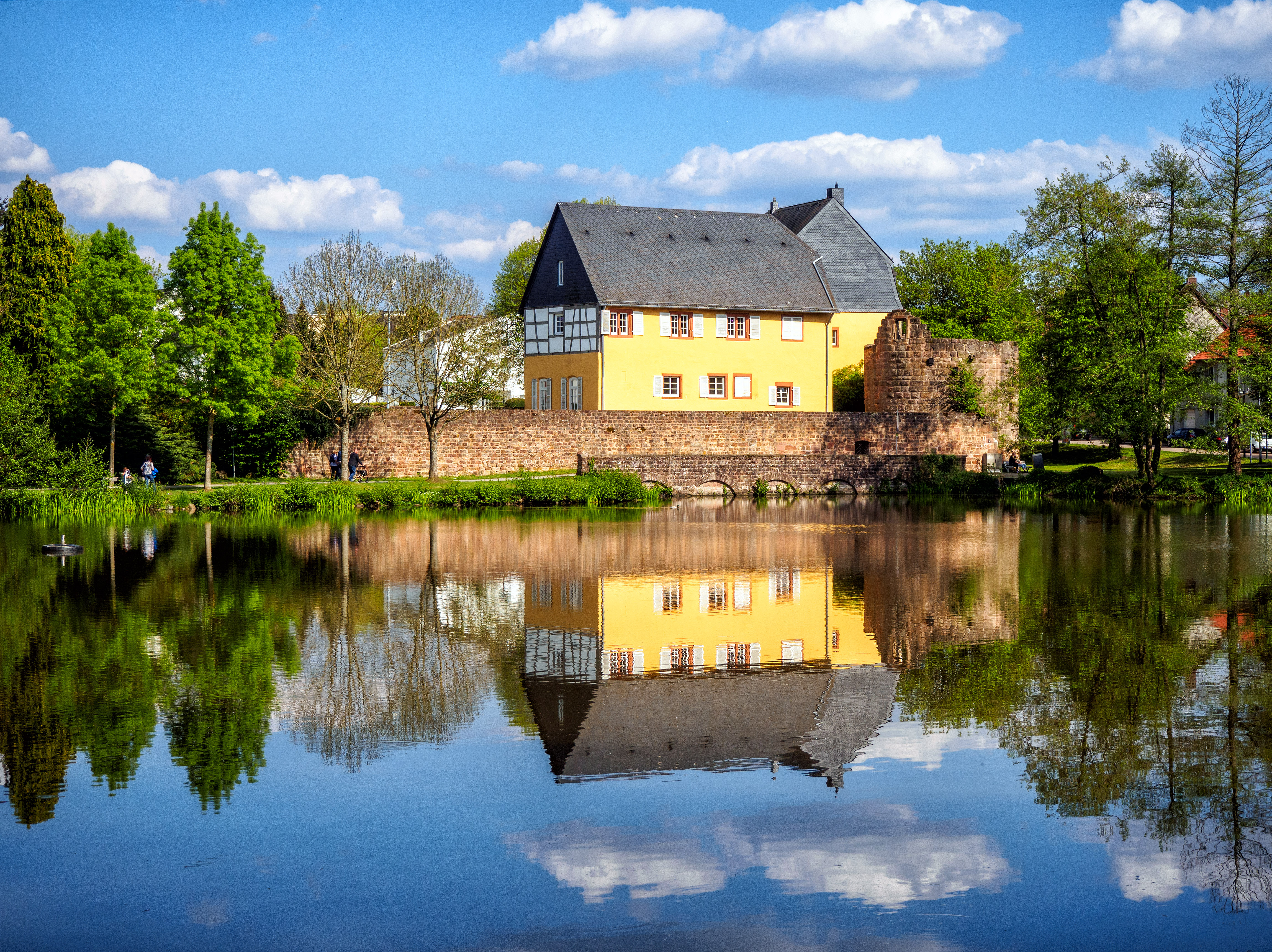
Die Gustavsburg vom Schlossweiher aus gesehen
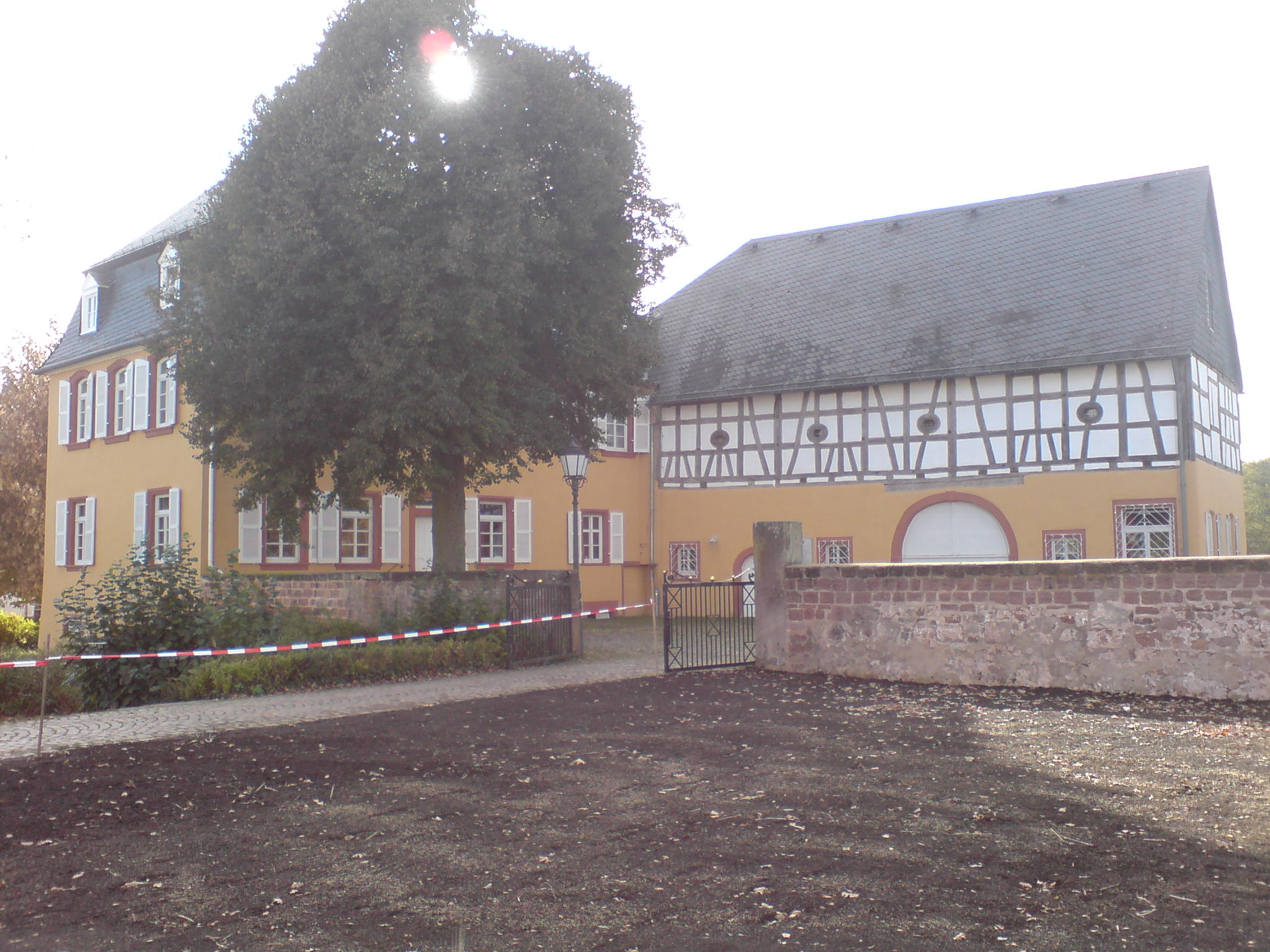
Der Innenhof der Gustavsburg
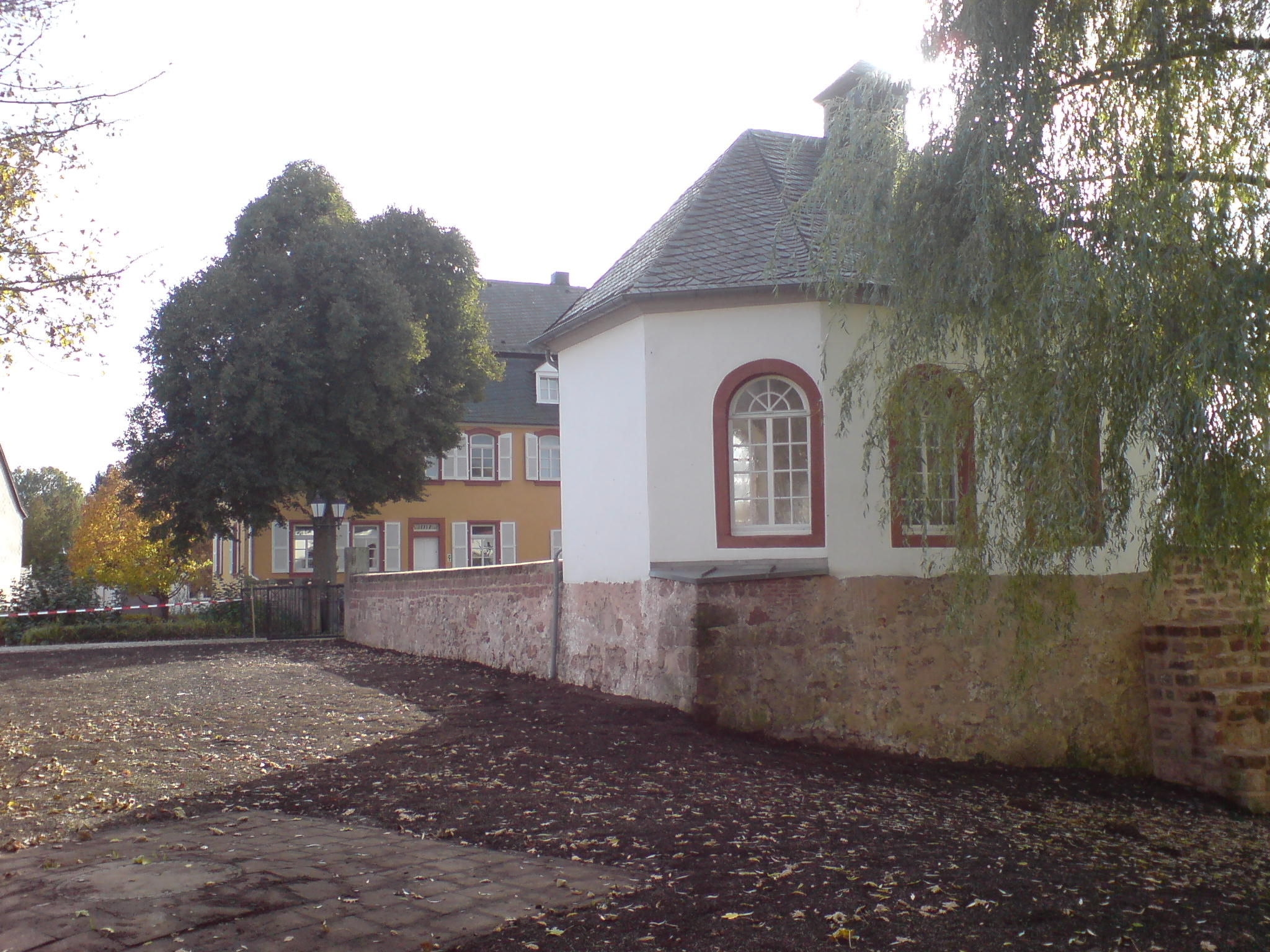
Die Kapelle der Gustavsburg
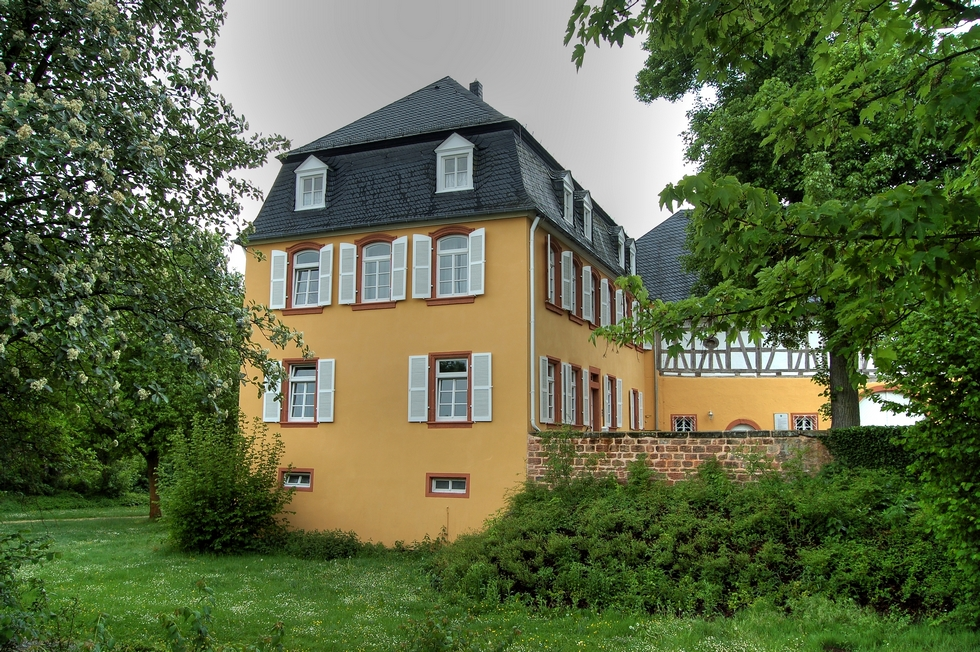
Gebäudeansicht
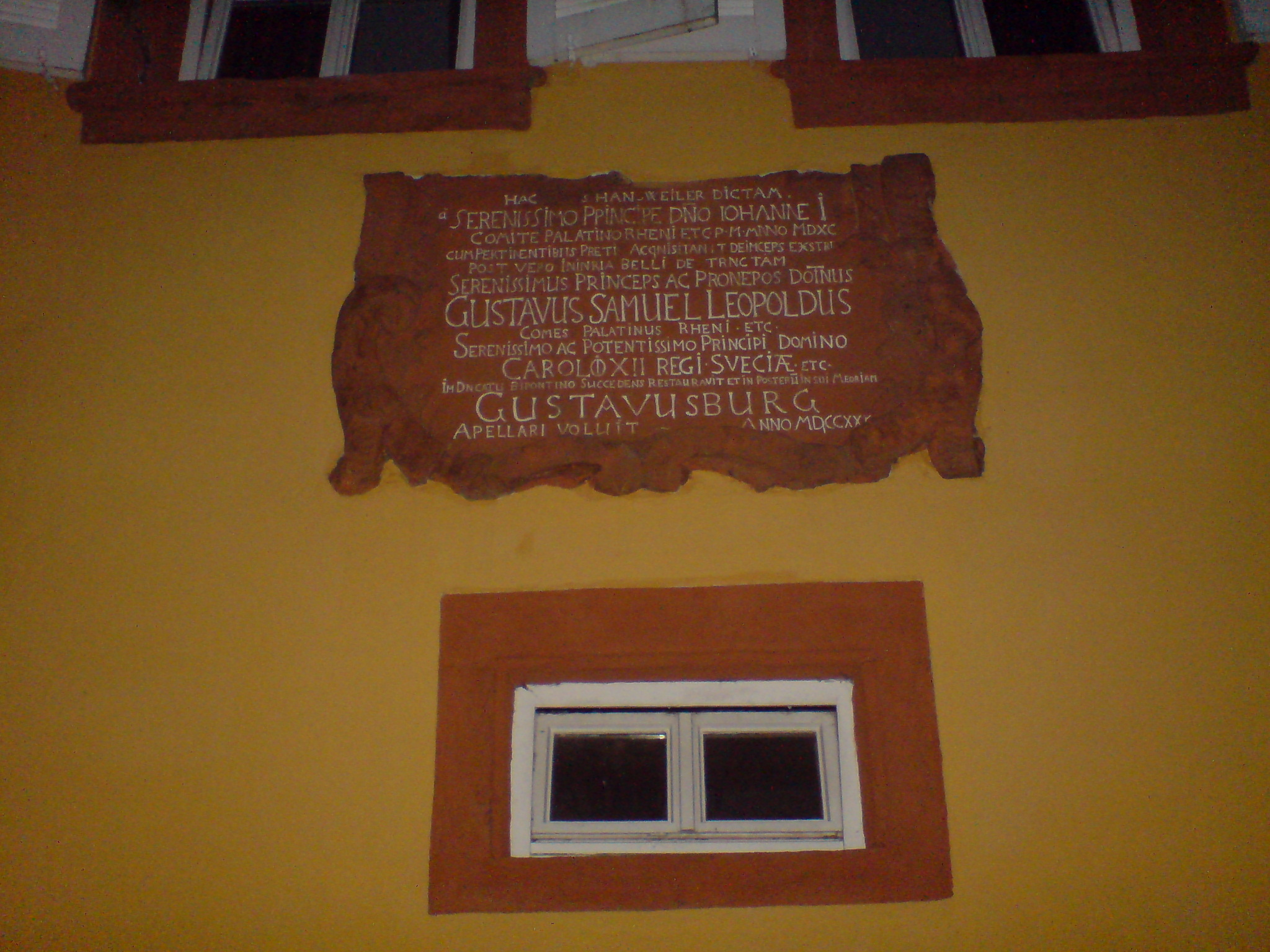
Inschrift auf der Burg
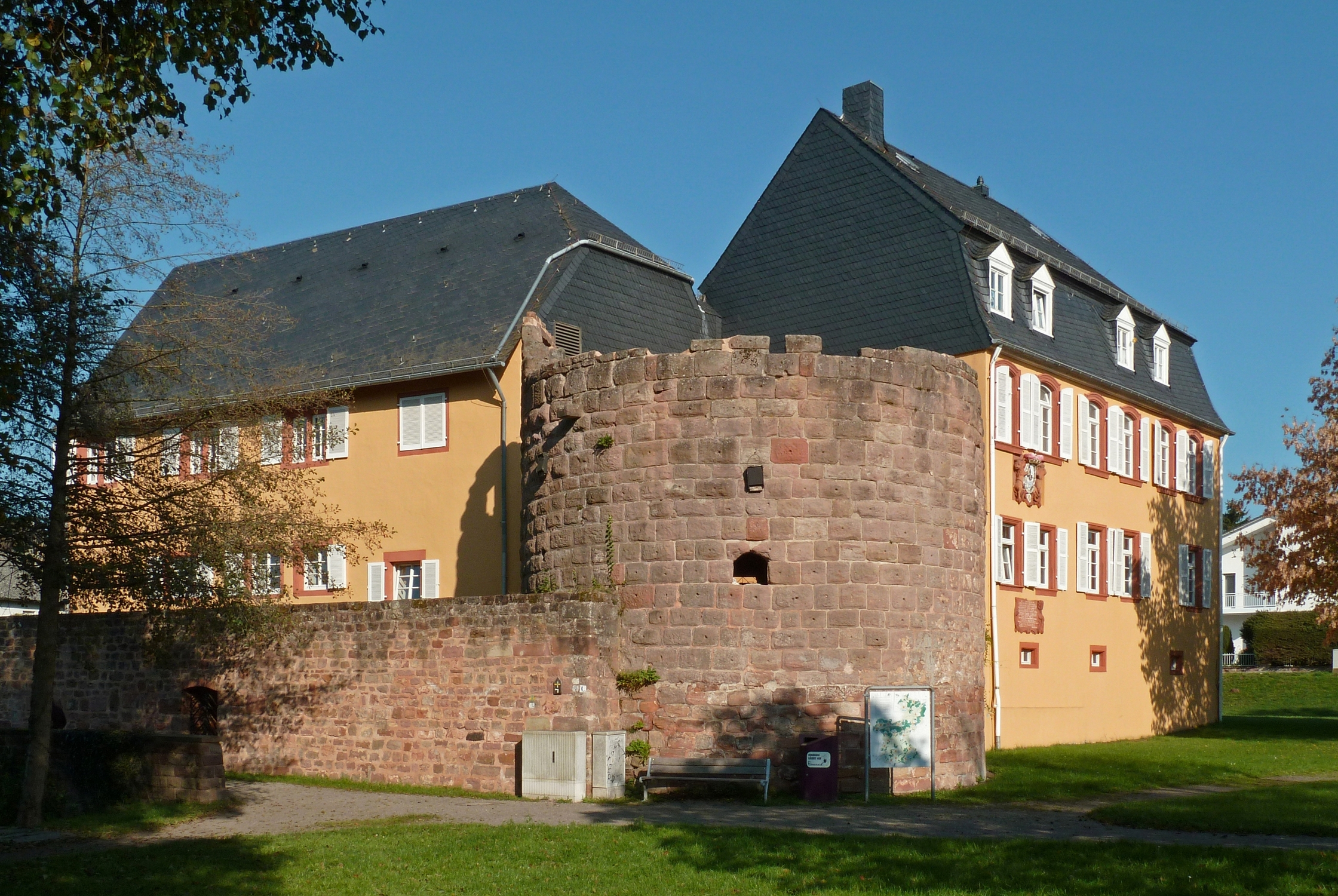
Seitenansicht der Gustavsburg